# Deep Impact
|  | Per a altres significats, vegeu «Deep Impact (pel·lícula)». |

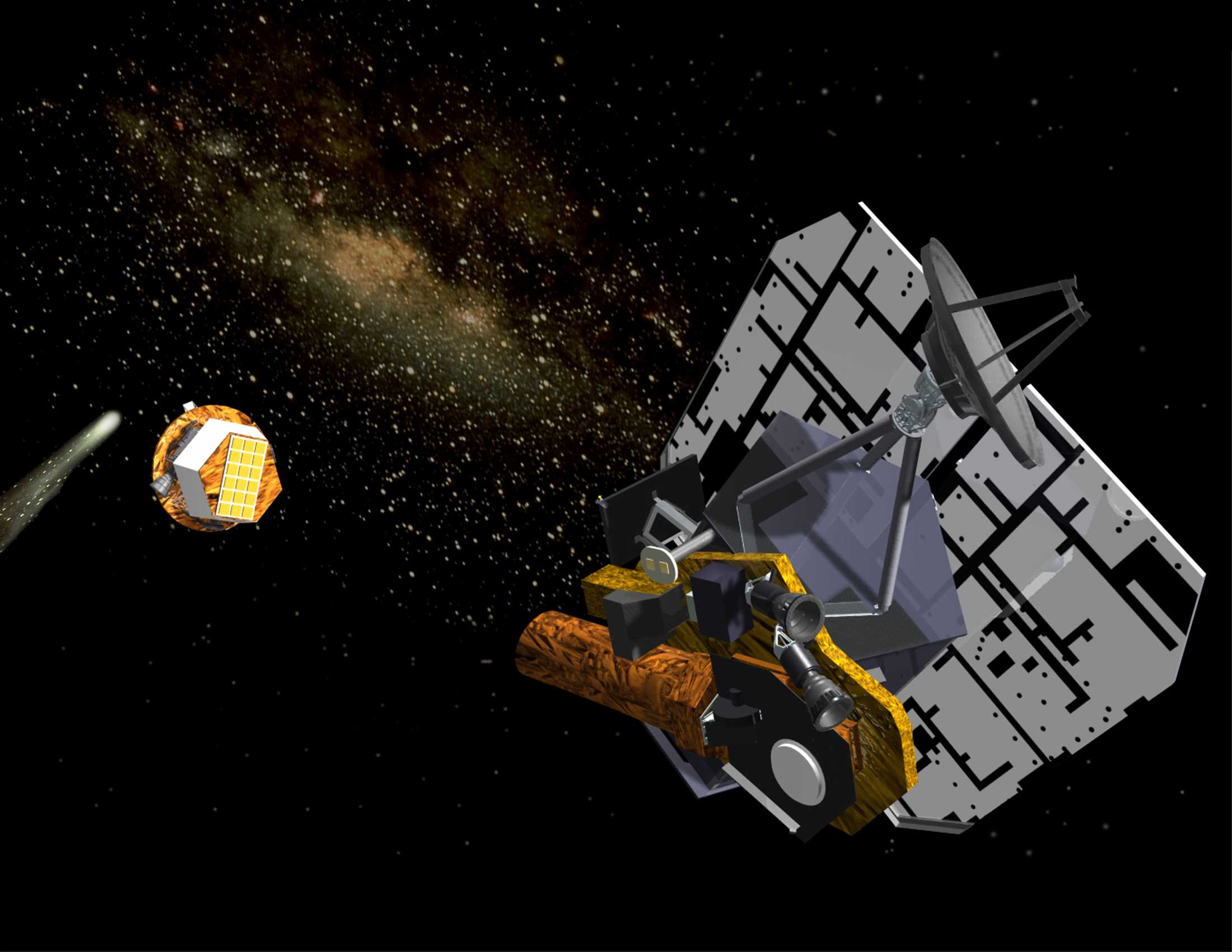
Il·lustració de la sonda espacial Deep Impact després de la separació del projectil

Deep Impact (en català Impacte Profund) fou una sonda espacial de tipus Discovery de la NASA ideada per estudiar la composició interior d'un cometa. La sonda es va apropar al nucli del cometa Tempel 1 el 4 de juliol de 2005. Una secció de la sonda, anomenada l'impactador, es va separar i es va llançar cap al nucli, amb el qual va fer impacte 34 hores després, obrint un cràter de 100 metres de diàmetre. L'esdeveniment sencer va ser fotografiat i estudiat per la secció restant, la sonda de sobrevol, així com per telescopis a la Terra i en òrbita terrestre.
La nau de sobrevol contenia un Instrument d'Alta Resolució (HRI per les seves sigles en anglès) i un Instrument de Resolució Mitjana (MRI per les seves sigles en anglès). El HRI és un dispositiu de captació d'imatges que combina una càmera sensible a l'espectre visible amb un espectròmetre d'infraroig i un mòdul d'imatges. El HRI fou optimitzat per a observar el nucli del cometa. El MRI és la "refacció", un dispositiu de suport que s'usà principalment per a la navegació durant l'aproximació final de 10 dies. La secció impactadora de la sonda contenia un instrument gairebé idèntic al MRI.
L'impactador tenia una massa de 370 quilograms i va fer l'impacte amb una velocitat d'aproximadament 10,2 quilòmetres per segon, generant així 1,9 × 10¹⁰ joules en fer impacte amb el cometa, l'equivalent de 4,8 tones de TNT o quilotones. L'impacte va crear un cràter més gran que la conca del Coliseu de Roma.

## Progrés de la missió
La data original en la qual es programava llançar la sonda era el 30 de desembre de 2004, però uns funcionaris de la NASA van demorar el llançament per donar més temps a les proves del programari. El llançament efectiu va ocórrer des de cap Canaveral el 12 de gener de 2005 a la 1:47 p.m., hora de l'est dels Estats Units, i es va realitzar amb un coet Delta 2.
Tanmateix, l'actual "estat de salut" de la Deep Impact és incert. Poc després d'entrar en òrbita solar i desplegar el seu plaques solars, la sonda mateixa es va col·locar en mode de suport d'emergència. Es desconeix la causa i magnitud precisos del problema, però segons alguns d'assabentats, la sonda sofreix de sobreescalfament. La NASA va anunciar posteriorment que la sonda ja havia sortit del mode de suport i estava "sana".
El 4 de juliol de 2005, a les 7:52 hores (temps europeu), l'impactador va xocar contra l'hemisferi sud del cometa. Aquesta part de la sonda va transmetre imatges del cometa durant tot el procés d'acostament a la seva superfície, sent la seva última imatge transmesa tan sols 3 segons abans de la col·lisió. S'hi perceben dos cràters grans i diverses valls. Com estava previst, el moment de l'impacte va coincidir amb un augment important de la lluminositat del cometa.

## Fase d'aproximació

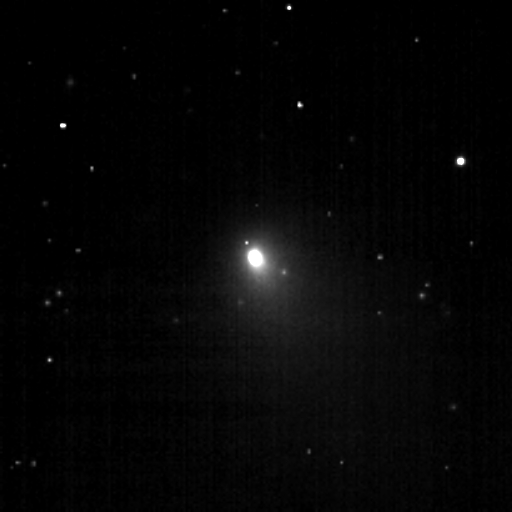
30 de maig del 2005, 35 dies per l'impacte
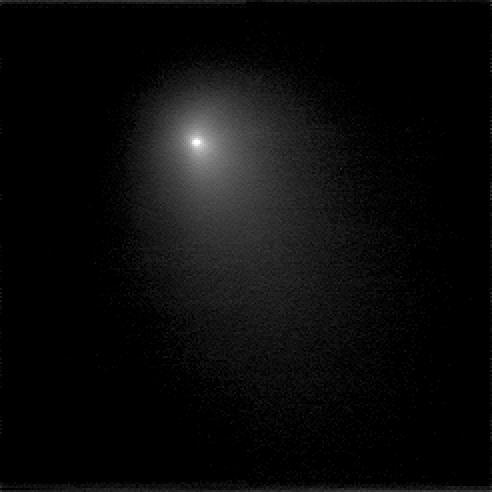
15 de juny, 19 dies per l'impacte
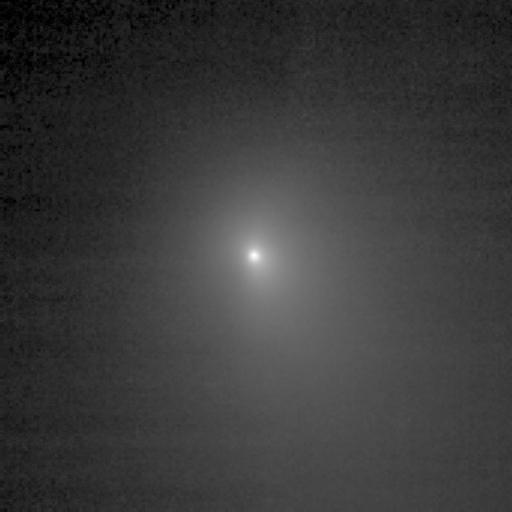
21 de juny, 13 dies per l'impacte
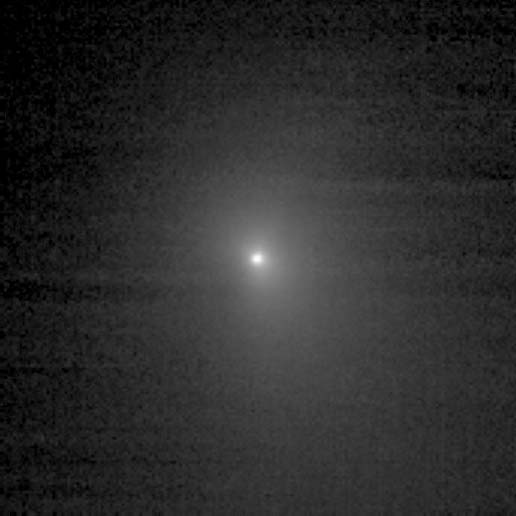
27 de juny, 7 dies per l'impacte, fase final d'aproximació

## Fase d'impacte

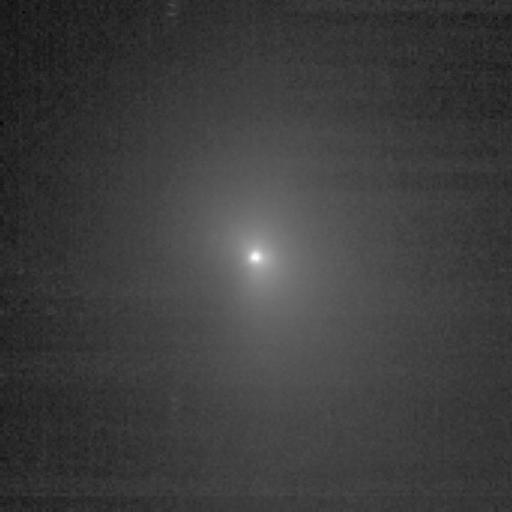
Cometa Tempel 1, imatge agafada a 4.2 milions de km al començament de la fase d'impacte
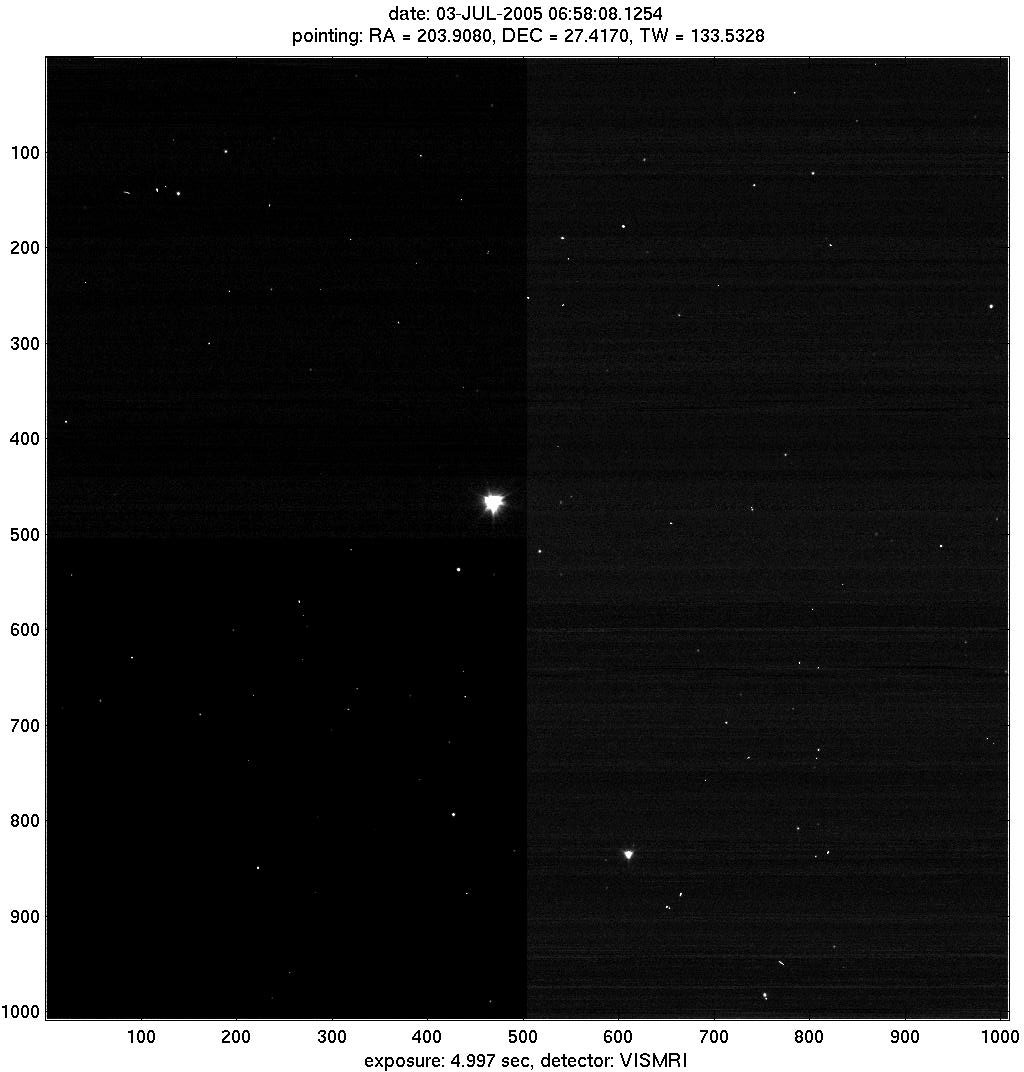
Imatge agafada per l'impactador abans de la separació de la nau Flyby
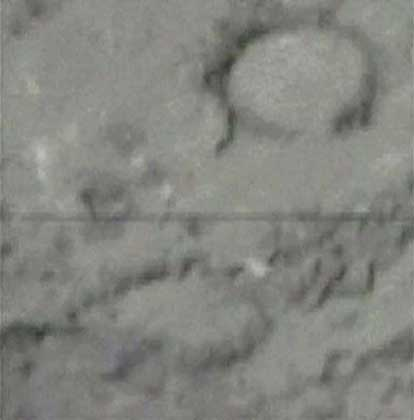
Imatge d'apropament de l'impactador abans de l'impacte
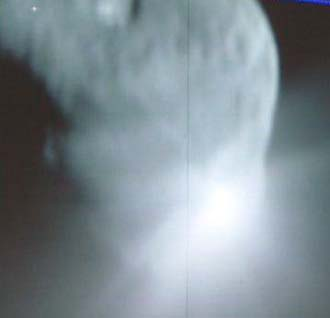
Imatge de l'impacte

## Curiositats
- Com a conseqüència de l'impacte produït, una astròloga russa ha iniciat un procés contra la NASA. Reclama una indemnització de 300 milions de dòlars dels EUA, ja que el xoc intencionat li hauria modificat els seus horòscops.
- El projectil que va xocar contra el cometa estava fet de coure, material fàcil d'identificar, per la qual cosa no interferiria la identificació de la composició del cos celeste. Per a la construcció d'aquest projectil, Codelco Xile va donar més de 300 quilos de coure blister de la màxima puresa possible d'obtenir. Tanmateix, la llei xilena impedeix que la minera estatal lliuri donacions, per la qual cosa els 300 quilos van ser venuts per la suma simbòlica d'un dòlar.